# ROCK ON (上木彩矢のアルバム)
『ROCK ON』（ロック オン）は、上木彩矢の2枚目のインディーズミニアルバム。

## 概要
- インディーズミニアルバム第二作。

## 収録曲
1. CRAZY
  - 作詞：上木彩矢 / 作曲：Hiya & Katsuma / 編曲：豆田将

テレビ東京系『JAPAN COUNTDOWN』2005年9月度エンディングテーマ
チバテレビ制作UHF31局ネット『MU-GEN』2005年9月度エンディングテーマ
2. NEED YOU
  - 作詞：上木彩矢 / 作曲：後藤康二 / 編曲：坂優也
3. TO.. heaven
  - 作詞：上木彩矢 / 作曲：Bonn / 編曲：Bonn
4. SAY!! WOH!!!!!
  - 作詞：上木彩矢 / 作曲：呉地マサキ / 編曲：SEIJI

テレビ東京系アニメ『格闘美神 武龍』挿入歌
5. tear
  - 作詞：上木彩矢 / 作曲：アツミサオリ / 編曲：Bonn

サミー『パチスロ 格闘美神 武龍』使用曲
6. DEEP
  - 作詞：上木彩矢 / 作曲：I's CUBE / 編曲：後藤康二
7. Amaze -迷宮-
  - 作詞・作曲：上木彩矢 / 編曲：岡本仁志

上木彩矢初めて自身で作曲となる。
8. January 28 〜two of us〜
  - 作詞：上木彩矢 / 作曲：アツミサオリ / 編曲：豆田将
  - LIVE音源